# Raphael Lea’i
Raphael Ohanua Lea’i (* 9. September 2003 in Honiara) ist ein salomonischer Fußballspieler. Er ist auf dem Spielfeld im Sturm beheimatet und führt diese Rolle dort als Mittelstürmer aus.

## Karriere

### Verein
Zur Saison 2018/19 wechselte er aus der Jugend des Marist FC in deren erste Mannschaft und belegte in seiner Debütsaison den 6. Platz in der salomonischen Meisterschaft. Nach einem halben Jahr kam er nochmal in der Jugend des neuseeländischen Klubs Wellington Phoenix unter und stand zwischen 2019 und 2023 beim Henderson Eels FC unter Vertrag. Hier gewann er in der Saison 2020/21 seinen bis heute einzigen Meistertitel. Im Januar 2023 verließ er seine salomonische Heimat und schloss sich dem bosnischen Erstligisten FK Velež Mostar an. Diesen verließ er im Sommer 2023 wieder.

### Nationalmannschaft
Sein Debüt für die Salomonische Fußballnationalmannschaft gab Lea’i am 17. März 2022, im Rahmen der Qualifikation für die Weltmeisterschaft 2022, gegen die Auswahl der Cookinseln (0:2). Danach kam er auch in weiteren Spielen bei der in Katar ausgetragenen Qualifikationsrunde zum Einsatz und schied am Ende mit seiner Mannschaft im finalen Spiel gegen Neuseeland aus.